# 小卢卡斯·克拉纳赫
小卢卡斯·克拉纳赫（Lucas Cranach der Jüngere，1515年10月4日—1586年1月25日）是老卢卡斯·克拉纳赫的儿子，德国重要的文艺复兴时期画家，杰出的肖像画家。